# Charlotte e Laura Tremble
Charlotte e Laura Tremble (Compiègne, 4 de junho de 1999), são irmãs gémeas nadadoras sincronizadas francesas.

## Carreira
As gêmeas descobriram o nado sincronizado em uma gala e começaram a praticar esse esporte aos seis anos no clube Senlis. No ano seguinte, fizeram estágio com Virginie Dedieu, tricampeã mundial da disciplina. No início, recusaram-se a ingressar no Pôle Espoirs da Federação, o que não os impediu de vencer o Campeonato Francês aos 14 anos em 2013. Aos 15 anos, finalmente integraram o INSEP para aliar a sua formação ao intensivo treinamento. Em 2016, eles obtiveram um bacharelado científico com honras e cursaram o bacharelado em física e química na Sorbonne Université. Em seguida, ingressam no aeroespacial College Institut polytechnique des sciences avancées (promoção IPSA 2025). Eles foram selecionados para a seleção francesa em 2015 e participaram dos Jogos Europeus para sua primeira competição sênior.
No Campeonato Europeu de 2018, as gêmeas terminaram em sétimo lugar na classificação, a apenas cinco pontos do pódio. Em julho de 2019, durante o Campeonato Mundial em Gwangju, na Coreia do Sul, a dupla ficou em 8º lugar e obteve seu ingresso para os Jogos Olímpicos de 2020 adiado para 2021 devido à pandemia de COVID-19.
Em 2020, elas terminaram em segundo lugar na dupla técnica do Open de France.